# Bitwa pod Horodzcem
Bitwa pod Horodzcem – część wielkiej bitwy nad Berezyną. Walki polskiego Nowogródzkiego pułku strzelców mjr. Wincentego Rutkiewicza z sowiecką 15 Brygadą Strzelców w czasie majowej ofensywy wojsk Michaiła Tuchaczewskiego w okresie wojny polsko-bolszewickiej.

## Położenie wojsk przed bitwą
W maju 1920, po zajęciu Kijowa i zdobyciu przyczółków mostowych po wschodniej stronie Dniepru, wojska polskie przeszły do obrony. Wódz Naczelny Józef Piłsudski zdawał sobie sprawę z tego, że nie udało mu się rozbić większych sił nieprzyjaciela, a jedynie zmusił je do wycofania się dalej na wschód. Stąd też planował nowe uderzenie, tym razem na północnym odcinku frontu wschodniego. W tym czasie dowódca Frontu Zachodniego Michaił Tuchaczewski grupował wojska na wschodnim brzegu Berezyny i także przygotowywał je do ofensywy.

### Skład wojsk
Wojsko Polskie
- 1 Armia gen. Stefana Majewskiego obsadzała odcinek Dryssa–Połock–Uszacz–Lepel. W pierwszym rzucie posiadała 8 Dywizję Piechoty i 1 Dywizję Litewsko-Białoruską, a w odwodzie 3 Dywizję Piechoty Legionów i 1 Brygadę Jazdy.
- 4 Armia gen. Szeptyckiego w składzie 2 Dywizja Piechoty Legionów, 6., 14. i 9. dywizje piechoty broniła linii Berezyny od Lepla po ujście do Dniepru.

17 maja dowodzenie nad obu armiami przejął gen. Stanisław Szeptycki.
Armia Czerwona
Na wschodnim brzegu Berezyny utworzono zgrupowanie uderzeniowe:
- 15 Armia Augusta Korka w składzie 4., 6., 5., 53., 56. dywizje strzeleckie i 15 Dywizja Kawalerii[a]
- Grupę Północną Jewgienija Siergiejewa w składzie 48 Dywizja Strzelców i 164 Brygada Strzelców
- 16 Armia Nikołaja Sołłohuba w składzie 2., 8., 10., 17. i 21. dywizje strzeleckie[b].

Całością sił uderzeniowych dowodził dowódca Frontu Zachodniego Michaił Tuchaczewski.
Sytuacja w pasie obrony 1 Dywizji Litewsko-Białoruskiej
W pierwszej dekadzie maja 1920 większość pododdziałów Nowogródzkiego pułku strzelców znajdowała się w odwodzie 1 Dywizji Litewsko-Białoruskiej w rejonie miasteczka Berezyna. Tylko dwie kompanie I batalionu i kompania ckm znajdowały się na stanowiskach obronnych w rejonie Wołowej Góry. Na lewym skrzydle, na odcinku Połświż – Horodek broniły się pododdziały grodzieńskiego pułku strzelców, a na południu – 24 pułk piechoty ze składu 2 Dywizji Piechoty Legionów rozwiniętej nad Berezyną.
Na północ od zgrupowania sił głównych pułku, w rejonie Lepla i jeziora Woroń, broniły się pododdziały mińskiego i wileńskiego pułku strzelców.
Jeszcze w kwietniu 1920 nowogródzki pułk otrzymał słabo wyszkolonych rekrutów, a jego liczebność wzrosła do około 1500 żołnierzy.

## Przebieg działań

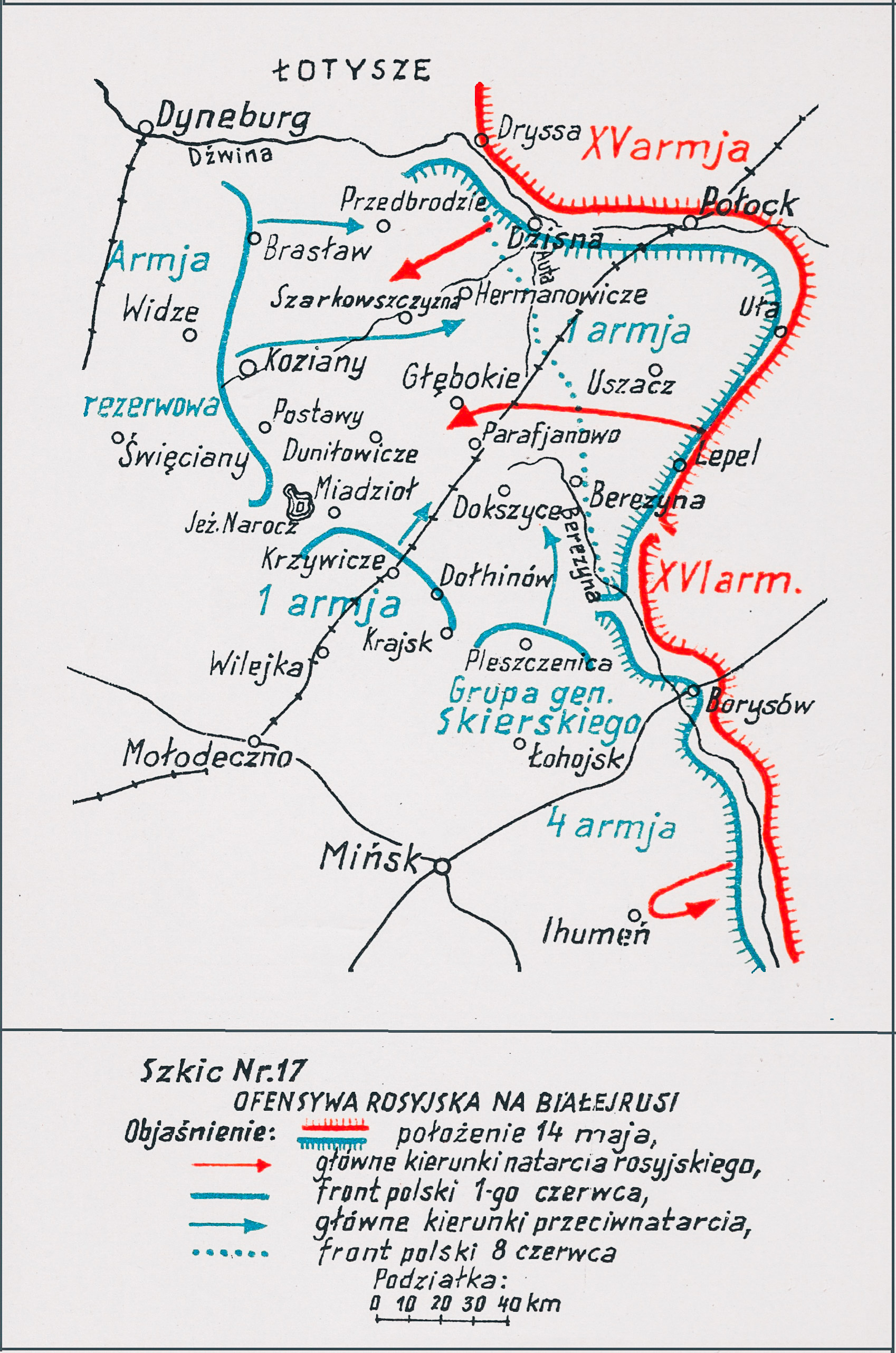
Adam Przybylski
Wojna Polska 1918–1921

14 maja wojska Frontu Zachodniego Michaiła Tuchaczewskiego przeszły do ofensywy.
Na pozycje 1 Dywizji Litewsko-Białoruskiej uderzyły 5., 56. i część 11 Dywizji Strzelców. Atak sowiecki zaskoczył wileński i miński pułki strzelców w trakcie luzowania i zmusił je do odwrotu. Słaby grodzieński pułk strzelców został zepchnięty w rejon Horodzca.
Tu do walki wszedł II batalion nowogródzkiego pułku strzelców wspierany 9 baterią 1 pułku artylerii polowej LB.
Na jego stanowiska uderzyła, maszerująca w zwartych kolumnach, sowiecka 15 Brygada Strzelców.
Słabo wyszkoleni żołnierze polskiego batalionu nie zdołali wykorzystać błędów przeciwnika, a ogarnięty paniką batalion zaczął bezładny odwrót do Horodca.
Za jego przykładem wycofywały się pododdziały grodzieńskiego pułku strzelców. Paniczny odwrót kosztował polskie pododdziały wiele ofiar. II batalion stracił 20% stanu osobowego.

## Bilans walk
W bitwie pod Horodzcem oddziały 1 Dywizji Litewsko-Białoruskiej poniosły klęskę i musiały wycofać się na kolejną rubież obrony.